# Antimitrella kublai
Antimitrella kublai is een slakkensoort uit de familie van de Columbellidae. De wetenschappelijke naam van de soort werd voor het eerst geldig gepubliceerd in 2017 door Lussi.